# 설도 (중국)

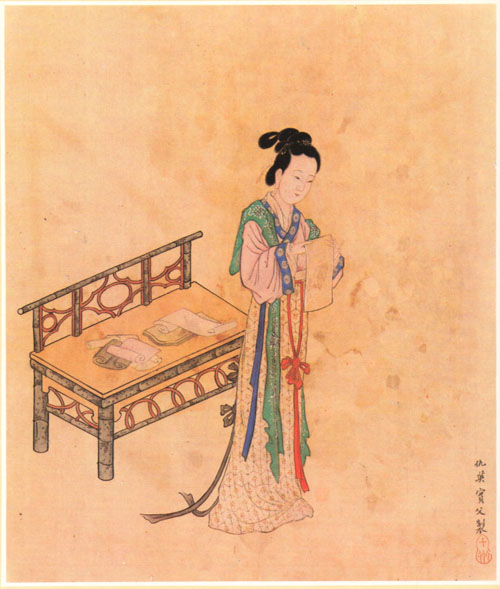
명(明)의 구영(仇英)이 그린 《열녀전도》(列女傳圖) 중 설도의 그림.

설도(薛濤, 768년? ~ 832년)는 당나라의 시인이다. 자는 홍도(洪度)이다.

## 생애
장안(長安) 사람으로 아버지 설운을 따라 성도(成都)에 왔다. 어려서부터 총명하고 음률에 밝아 나이 8세에 시를 짓기도 했다고 한다. 그러나 14세에 아버지가 죽고 가세가 기울어 16세에 기녀가 되었다.
기녀로써 설도는 당시 검남서천절도사로 성도에 부임해 온 무원형, 이이간, 단문창(段文昌), 이덕유 등의 명사들과 교류하였다. 특히 설도가 열여덟 살 때 서천절도사로 부임해 온 위고(韋皐)라는 이는 그녀를 몹시 아껴, 자주 막부(幕府)에서 여는 연회에 그녀를 불러 시를 짓도록 하였으며, 조정에 비서성(秘書省)의 교서랑(校書郞)직에 임명해달라는 주청을 올리기도 하였는데, 주청은 받아들여지지 않았으나 이후 그녀는 문인들로부터 여교서(女校書)라 불리게 되었다.
그러나 나중에 위고의 조카 위정관이 과거에 급제해 관리가 되었을 때 설도가 그에게 보낸 구애의 시가 위고의 귀에 들어가게 되고, 위고는 설도에게 배신감을 느끼고 그녀를 송주로 보내버렸다. 송주에서 설도는 십리시(十離詩)를 지어 위고에게 용서를 구했지만, 위고는 설도를 성도로 불러들이는 대신 기적(妓籍)에서 지우고 막부에서도 내쫓아버렸다.
이후 성도에 감찰어사(監察御史)로써 부임해 온 원진(元鎭)과 알게 되어 4년을 보냈는데, 설도가 먼저 원진을 떠나고 원진도 다른 관직에 임명되면서 장안으로 돌아가게 되었다. 금강 포구에서 배를 타고 출발하는 원진을 설도가 만나러 왔지만 서로 아무 말도 하지 않은 채 헤어졌고, 원진이 떠난 뒤 설도는 사랑의 시를 써서 원진에게 보냈으며 원진 역시 기증설도라는 시로 대답했지만, 이후 원진이 새 부임지 절강에서 유채춘이라는 연극배우와 사랑에 빠졌다는 것을 알게 된 설도는 이후 다시는 남자를 만나지 않겠다고 맹세했다고 한다.
만년에는 여도사의 옷을 입고 벽계방에 살면서 음시루를 세웠다(현존하는 것은 청대에 다른 곳에 세워진 것으로 이름만 따온 것일 뿐이다). 설도의 무덤은 중국 쓰촨성(四川省) 청두시(成都市) 우허우 구(武侯區) 망강로(望江路)에 조성된 망강루공원(望江楼公园) 북서쪽 대나무 숲 속에 있으며, 묘비는 그녀의 묘지명과 함께 당시 검남절도사로 있던 단문창이 서천여교서설도홍도지묘(西川女校書薛濤洪度之墓)라고 써 주었고 한다. 1994년에 다시 '당여교서설홍도묘'(唐女校書薛洪度墓)라고 쓴 비석이 세워졌다.

## 설도의 시
설도의 문집으로 《금강집》(锦江集) 5권이 있었다고 하나 지금은 전하지 않는다. 《전당시》(全唐诗)에 그녀의 시 한 권이 수록되어 있다. 완화계(浣花渓)에 머물면서 그녀는 백거이(白居易) ・ 원진 ・ 우승유(牛僧孺) ・ 영호초(令狐楚) ・ 장적(張籍) ・ 두목(杜牧) ・ 유우석(劉禹錫) 등의 문인과도 교류하며 명기(名妓)로 알려졌다.
장위(張為)가 지은 시인주객도(詩人主客図)에는 설도의 시를 청기아정(清奇雅正)이라 평하며 가도(賈島) ・ 방간(方干) ・ 항사(項斯) 등과 같은 반열에 두었다. 원(元)의 신문방(辛文房)은 설도의 시를 두고 「정(情)이 필묵에 가득하고 한원숭고(翰苑崇高)하다」고 하였으며, 청(清)의 《사고제요》(四庫提要)에서는 「주변루(籌邊楼)」라는 시에 시정의 여성으로는 보기 드문 우국(憂国)의 정이 담겨 있다고 지적하였다.
현대의 호운익(胡雲翼, 1906년－1965년)은 「당시의 문인 명사와 교류하며 그 영향을 받아 기교는 숙련되어 있으나 솔직한 감정을 표출하지는 못했다」고 평가하였다. 기녀였던 설도로써는 사교 및 접대가 중요한 일이었기에, 예술가라기보다는 직업인으로써의 기능적인 작풍을 지닐 수밖에 없었다는 것이다.
| 벗을 보내다(送友人) |                                            |
| 水國蒹葭夜有霜      | 수향의 갈대에 밤 되니 서리가 내려          |
| 月寒山色共蒼蒼      | 달빛 차가운 산색과 더불어 하얗다           |
| 誰言千里自今夕      | 누가 말했나 천리 기약이 오늘 밤에 끝이라고 |
| 離夢杳如關塞長      | 이별의 꿈은 먼 관문과 요새만큼 아득하구나  |

설도의 시 《춘망사》(春望詞) 4수 가운데 세 번째 시는, 김억이 한국어로 번역하고 임성태가 곡을 붙여 《동심초》(同心草)라는 제목의 가곡으로 개작하였다.

## 설도전
설도가 송주에서 돌아와 완화계에서 살았는데, 지역 주민들이 종이 만드는 것을 보고 배워 목부용 껍질로 붉은 색 종이를 만들어 그 종이에 시를 쓰곤 했다. 《운부군옥》에 따르면 설도는 보통의 종이 폭이 너무 크고 넓다며 작고 가늘게 줄인 종이를 만들었으며, 훗날 사람들은 이 종이를 설도전(薛濤箋), 설전(薛箋) 또는 촉전(蜀箋)이라 불렀다고 한다. 진한 붉은색으로 색이 예쁘고 크기도 아담해 이 종이에 연애의 시를 써서 보내는 것이 유행이었다고 한다. 망강루공원 안에는 설도가 설도전을 만들 때 물을 길어다 썼다던 우물이 남아 있다.

## 참고 문헌
- 김준연 《중국, 당시의 나라》 도서출판 궁리, 2014년

## 같이 보기
- 원진